# Tangled Up in Me
Tangled Up in Me – drugi singel kanadyjskiej piosenkarki Skye Sweetnam promujący jej debiutancki album Noise from the Basement. Utwór został również nagrany przez włoską grupę Fisting Janet.
Piosenka jest najpopularniejszą z całego dorobku Skye Sweetnam, odniosła wielki sukces w Hiszpanii i Japonii.

## Lista utworów
1. Tangled Up in Me
2. Too Late
3. Tidal Wave